# Ashley Humbert
Ashley Humbert (Wagga Wagga, 19 februari 1982) is een Australisch voormalig professioneel wielrenner die in het verleden uitkwam voor Fdjeux.com en Drapac Porsche. Hij reed in 2006 de Baby Giro en wist daarin de achtste etappe te winnen.

## Overwinningen
2004
- 3e etappe GP Tell

2006
- Parma-La Spezia
- 8e etappe Baby Giro

## Ploegen
- 2004-Fdjeux.com (stagiair)
- 2006-G.S. Podenzano
- 2008-Drapac–Porsche Development Program (vanaf 01/10)
- 2009-Drapac-Porsche Cycling